# Cantonul Le Lorrain
Cantonul Le Lorrain este un canton din arondismentul La Trinité, Martinica, Franța.

## Comune
| Comune     | Populație (1999) | Cod poștal | Cod INSEE |
| ---------- | ---------------- | ---------- | --------- |
| Le Lorrain | 7.588            | 97214      | 97214     |